# Johan de Witt-gymnasium

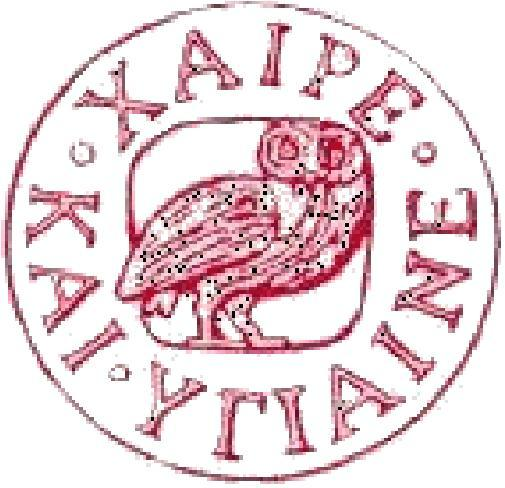
Logo van de school

Het Johan de Witt-gymnasium is een gymnasium in de stad Dordrecht, in de provincie Zuid-Holland, met bijna 800 leerlingen. Het is het oudste gymnasium van Nederland.

## Geschiedenis
De school werd in 1253 als "Latijnse school" opgericht. Gerardus Vossius was van 1600 tot 1623 rector van deze school. Isaac Beeckman volgde hem in 1627 op als rector. Tegenwoordig is de school vernoemd naar een oud-leerling, de 17e-eeuwse staatsman Johan de Witt. In 2003 werd tijdens het lustrum uitbundig het 750-jarig bestaan gevierd.
In 1993 betrok de school het pand Oranjepark 11 (waar vanaf 1957 het Titus Brandsmacollege was gevestigd). Vanaf 2009 tot 4 november 2013 was het Johan de Witt-gymnasium tijdelijk gevestigd in het monumentale pand Doelesteijn, aan het Steegoversloot, omdat de locatie aan het Oranjepark werd verbouwd. Sinds het schooljaar 2014/2015 is de school weer gevestigd aan het Oranjepark 11.
De schoolkrant van het Johan de Witt-gymnasium, de Janus, is in 1938 opgericht.

## Schoollied
Het Eia
Latijn 
Eia cantemus, sodales, carmen eloquentiae
Cui studemus, nos amici, fervida cupidine
Namque magni semper aestimabitur facundia
Vivat ergo, fiat nobis, nobilis sodalitas

Nederlands
Kom, laten wij zingen, broeders, een lied over de welsprekendheid
Die wij liefhebben, wij vrienden, met brandende begeerte
Want waarlijk zal de spreekvaardigheid altijd hoog in aanzien staan
Leve aldus, moge het ons overkomen, de nobele broederschap

## Bekende oud-leerlingen
- Vastert van Aardenne, acteur
- Hilmar Backer, hoogleraar scheikunde
- Simon Dasberg, opperrabbijn
- Jacob Derwig, acteur
- Hubert Fermin, acteur en dramaturg
- Marcel de Graaff, politicus
- Nadja Hüpscher, actrice
- Leonard Jonkers, Grootmeester Orde van Vrijmetselaren
- Erik de Ridder, politicus
- Simon van Slingelandt, raadpensionaris
- Herman Visser, filosoof en jurist
- Cornelis van Vollenhoven, hoogleraar volkenrecht
- Gerardus Vossius, theoloog en taalkundige
- Lisa Weeda, schrijfster
- Johan de Witt, staatsman

## Bekende oud-docenten
- Isaac Beeckman, rector, natuurkundige en meteoroloog
- Anton van Deinse, docent wis- en natuurkunde, natuurkundige
- Hadrianus Marcellis, rector, docent klassieke talen
- Albert Jan Verbeek, preceptor, publicist, politicus
- Gerardus Vossius, rector, theoloog en taalkundige

## Voetnoten
1. ↑  Scholen op de kaart, informatieblokje. Gearchiveerd op 16 oktober 2021.
2. ↑  Janus, Lustrum-editie 2013